# Associazione Sportiva Lodigiani 1985-1986
Questa voce raccoglie le informazioni riguardanti l'Associazione Sportiva Lodigiani nelle competizioni ufficiali della stagione 1985-1986.

## Rosa
| N. |                   | Ruolo | Calciatore              |
| -- | ----------------- | ----- | ----------------------- |
|    | Italia (bandiera) | C     | Silvio Argenio          |
|    | Italia (bandiera) | D     | Giancarlo Boncori       |
|    | Italia (bandiera) | A     | Stefano Cardillo        |
|    | Italia (bandiera) | C     | Mauro Carlomagno        |
|    | Italia (bandiera) |       | De Luca                 |
|    | Italia (bandiera) | C     | Stefano Di Lucia        |
|    | Italia (bandiera) | C     | Fabrizio Di Pietropaolo |
|    | Italia (bandiera) | C     | Giuseppe Ferazzoli      |
|    | Italia (bandiera) | C     | Fabrizio Fioretti       |
|    | Italia (bandiera) | P     | Valerio Fiori           |
|    | Italia (bandiera) | D     | Franco Gabrieli         |
|    | Italia (bandiera) | P     | Peter Enrico Gazzetta   |

| N. |                   | Ruolo | Calciatore          |
| -- | ----------------- | ----- | ------------------- |
|    | Italia (bandiera) |       | Losacco             |
|    | Italia (bandiera) | D     | Roberto Marcangeli  |
|    | Italia (bandiera) | D     | Pierluigi Massimi   |
|    | Italia (bandiera) | C     | Massimo Paganucci   |
|    | Italia (bandiera) | D     | Marco Pullo         |
|    | Italia (bandiera) | A     | Stefano Sabatini    |
|    | Italia (bandiera) | P     | Marco Savorani      |
|    | Italia (bandiera) | A     | Andrea Scotini      |
|    | Italia (bandiera) | A     | Andrea Silenzi      |
|    | Italia (bandiera) | C     | Franco Tintisona    |
|    | Italia (bandiera) | D     | Roberto Versiglioni |
|    | Italia (bandiera) | D     | Carlo Vincenzi      |